# Tarik Khbabez
Tarik Khbabez né le 20 avril 1992 à Salé au Maroc est un kick-boxeur néerlando-marocain de poids lourds et lourds léger. Il combat actuellement dans l'organisation GLORY après avoir combattu dans les organisations  ONE Championship et Superkombat.

## Biographie

### Jeunesse et débuts
Natif de Salé, il émigre jeune avec ses parents aux Pays-Bas dans la ville La Haye. La famille compte six enfants. Son père travaillait à l'ambassade aux Pays-Bas. Lorsque ses parents divorcent, son père est contraint de retourner au Maroc. Pendant douze ans, la famille Khbabez résident illégalement aux Pays-Bas sans papiers. N'ayant aucun revenu ni d'aide sociaux, la famille vit sous seuil de la pauvreté. Lorsqu'il a quatorze ans, il s'inscrit dans une salle de kickboxing du quartier à La Haye.

### Superkombat
Tarik Khbabez signe son premier contrat professionnel à l'âge de 21 ans et prend part aux Tournament Qualification SUPERKOMBAT en 2014. Lors des demi finales contre Gurhan Degirmenci, il remporte le combat sur TKO lors du premier round. Lors de la finale contre Dexter Suisse, il remporte le combat sur des points et gagne son premier titre international.
Il participe également au SUPERKOMBAT World Prix en 2015. Lors des demi finales, il remporte le combat contre Nicolas Wamba sur décision. Il gagne également la finale contre Roman Kryklia sur des points.

### ONE Championship
Tarik Khbabez signe chez ONE Championship en mai 2018 et fait ses débuts le 23 juin 2018 lors de l'événement Pinnacle of Power. Il bat Alain Ngalani sur TKO lors du troisième round à une minute et 43 secondes.
Le 27 août 2018, il signe un contrat multi-fight chez ONE Championship afin de prendre part à la compétition all-striking ONE Super Series. Le 26 octobre 2018, il remporte son combat contre Ibrahim El Bouni sur TKO.
Le 9 mars 2019, il remporte son combat contre Andrei Stoica et le 15 juin 2019 contre Anderson Silva pour le Legendary Quest,. À la suite de ces quatre victoires, Tarik Khbabez détient le score de 4-0 dans le ONE Super Series.

### GLORY
En octobre 2020, Tarik Khbabez signe un contrat de trois ans dans l'organisation Glory.
Le 30 janvier 2021, il participe à son premier événement GLORY et prend part à un Tournament l'opposant à Levi Rigters. Il remporte ce combat et file en finale contre le champion en titre Rico Verhoeven, combat dans lequel il se blesse à la main droite après la fin du premier round (défaite sur TKO).
Courant 2022, après une défaite contre Antonio Plazibat il décide de descendre d’une catégorie de poids et passe chez les poids-lourds légers du Glory. Il affronte Sergej Maslobojev pour la ceinture de champion du monde dès son premier combat dans la catégorie, il sera alors défait par décision partagée des juges. Une défaite que son clan a jugé "injuste" au vu du déroulement du combat…
En 2023 il se relance en gagnant par TKO contre l’espagnol Daniel Toledo au 2ème round du combat durant le Glory 84. En juin 2023, il remporte la ceinture de champion du monde intérimaire du  Glory en gagnant par TKO également contre son compatriote marocain Mohamed Amine.
Le 9 mars 2024, il est élu champion du monde Glory des poids mi-lourds grâce à une victoire sur décision contre Donegi Abena au Gelredome à Arnhem. Par la suite, il finira par réussir à défendre son titre face à Abena, en décembre 2024.

## Palmarès

### En kickboxing
- 2015 SUPERKOMBAT World Grand Prix Winner
- 2014 SUPERKOMBAT World Grand Prix IV Tournament Champion
- 2023 Glory World Champion (Interim)
- 2024 : 2x Champion du monde poids mi-lourd en Glory[9].